# Закон Кулона

Величина электростатической силы F между двумя точечными зарядами q_{1} и q_{2} прямо пропорциональна произведению величин зарядов и обратно пропорциональна квадрату расстояния между ними. По третьему закону Ньютона, величина силы, действующей на первый заряд со стороны второго, равна величине силы, действующей на второй заряд со стороны первого, так что может быть введено единое обозначение ; направления сил и противоположны.

Зако́н Куло́на (зако́н обра́тных квадра́тов Куло́на) — экспериментальный физический закон, являющийся одним из основных законов электростатики, который описывает величину действующей между двумя электрически заряженными точечными частицами силы в состоянии покоя в вакууме. Эту электрическую силу условно называют электростатической или кулоновской силой. Хотя закон был известен и раньше, впервые он был проверен и опубликован в 1785 году французским физиком Шарлем Кулоном, по имени которого был назван. Закон Кулона послужил началом развития теории электромагнетизма, поскольку он позволял осмысленно обсуждать количество электрического заряда в объекте изучения.
В современной формулировке закон Кулона гласит:

Сила взаимодействия {\displaystyle F} двух точечных зарядов в вакууме направлена вдоль прямой, соединяющей эти заряды, пропорциональна их величинам {\displaystyle q_{1}} и {\displaystyle q_{2}} и обратно пропорциональна квадрату расстояния между ними {\displaystyle r_{12}}. Она является силой притяжения, если знаки зарядов разные, и силой отталкивания, если эти знаки одинаковы.

Закон Кулона в математической форме без векторных обозначений записывается как
| Закон Кулона {\displaystyle F=k_{\text{e}}{\frac {\|q_{1}\|\|q_{2}\|}{r_{12}^{2}}}\,.} |
Здесь {\displaystyle F} — абсолютная величина электростатической силы, ke — константа, в единицах СИ равная {\displaystyle 1/(4\pi \varepsilon _{0})} ({\displaystyle \varepsilon _{0}} — электрическая постоянная), q1 и q2 — количества каждого из взаимодействующих зарядов, а скаляр r12 — расстояние между зарядами. Существует физически более корректная векторная запись закона, а также его обобщение на случаи взаимодействия распределённых в пространстве зарядов.
Хотя закон Кулона похож на закон всемирного тяготения Ньютона, но гравитационные силы всегда заставляют объекты притягиваться, а электростатические силы могут заставлять заряды как притягиваться, так и отталкиваться. Кроме того, гравитационные силы намного слабее электростатических. Закон Кулона можно использовать для вывода закона Гаусса и наоборот (в случае покоящегося точечного заряда эти два закона выражают одну и ту же физическую идею по-разному). Закон тщательно проверялся экспериментально, и наблюдения подтвердили его применимость в масштабе от 108 м до 10−16 м.

## История открытия

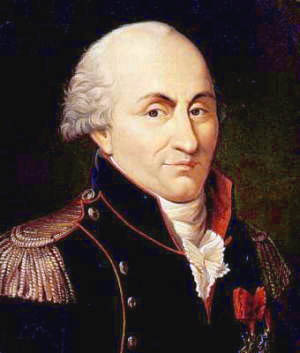
Шарль Огюстен де Кулон

Представители древних культур Средиземноморья знали, что определённые предметы, такие как стержни янтаря, можно натирать кошачьей шерстью, чтобы они притягивали лёгкие предметы, например перья или кусочки бумаги. Фалес Милетский сделал первое письменное описание статического электричества около 600 г. до н. э., когда он заметил, что трение может сделать кусок янтаря «магнитным».
В 1600 году английский учёный У. Гилберт провёл тщательное исследование электричества и магнетизма, различая эффект магнитного камня от статического электричества, возникающего при трении янтаря. Он придумал неолатинское слово electricus («из янтаря» или «как янтарь», от греческого ἤλεκτρον [электрон], греческое слово «янтарь») для обозначения свойства притягивать мелкие предметы после трения. Эта ассоциация породила английские слова «электрический» (англ. electric) и «электричество» (англ. electricity), которые впервые появились в печати в труде Т. Брауна «Ошибки и заблуждения» в 1646 году.
Среди первых европейских исследователей XVIII века, которые подозревали, что электрическая сила, как и сила тяжести, уменьшается с расстоянием (то есть как обратная квадрату расстояния), были Д. Бернулли, который использовал сконструированный им электрометр, и Алессандро Вольта; оба измерившие силу между заряженными пластинами конденсатора.
Впервые в Российской Империи экспериментально исследовать закон взаимодействия электрически заряженных тел предложил Г. В. Рихман в 1752—1753 годах. Он намеревался использовать для этого сконструированный им электрометр, но осуществлению плана помешала трагическая гибель учёного. В 1759 году профессор физики Санкт-Петербургской академии наук Ф. Эпинус, занявший кафедру Г. В. Рихмана после его гибели, впервые предположил, что заряды должны взаимодействовать обратно пропорционально квадрату расстояния.
В 1767 году Д. Пристли в своей «Истории электричества» отметил, что опыт Б. Франклина, обнаружившего отсутствие электрического поля внутри заряженного металлического шара, может означать, что «сила электрического притяжения подчиняется тем же законам, что и сила тяжести, а следовательно, зависит от квадрата расстояния между зарядами». Шотландский физик Д. Робисон утверждал (1822), что в 1769 году обнаружил, что шары с одинаковым электрическим зарядом отталкиваются с силой, обратно пропорциональной квадрату расстояния между ними, и предвосхитил открытие закона Кулона в 1785 году.

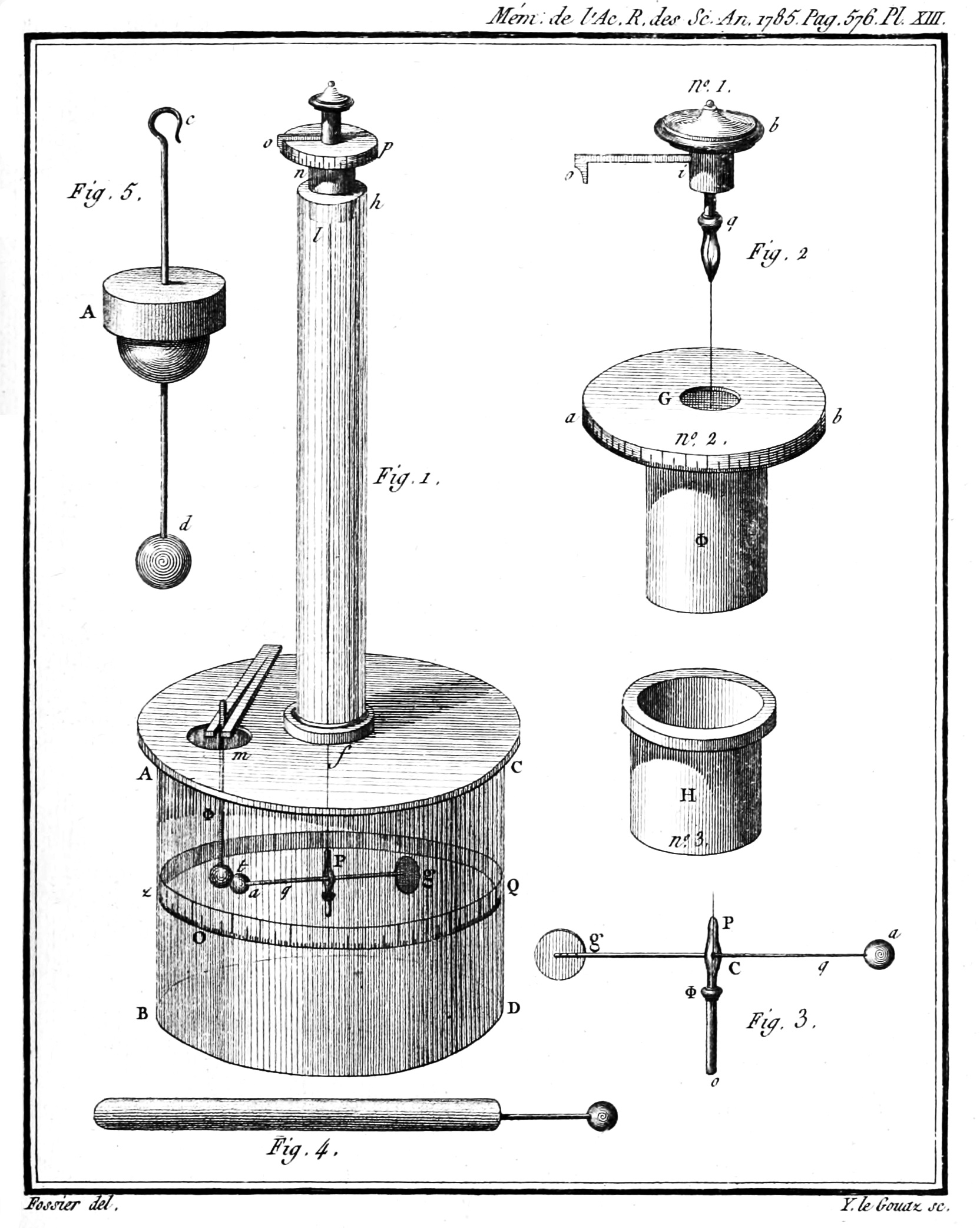
Крутильные весы Ш. Кулона (рисунок взят из его мемуаров)

В начале 1770-х зависимость силы между заряженными телами как от расстояния, так и от заряда уже была открыта, но не опубликована английским учёным Г. Кавендишем. В своих заметках Кавендиш писал: «Таким образом, мы можем заключить, что электрическое притяжение (и отталкивание) должно быть обратно пропорционально расстоянию в степени, лежащей между {\displaystyle 2-1/50} и {\displaystyle 2+1/50}, и нет оснований думать, что закон отличается от закона „обратных квадратов“». Однако этот результат не был опубликован и долгое время (свыше 100 лет) оставался неизвестным. Рукописи Г. Кавендиша были вручены Д. Максвеллу лишь в 1874 году одним из потомков Кавендиша на торжественном открытии Кавендишской лаборатории; они были опубликованы в 1879 году.
Наконец, в 1785 году французский физик Ш. Кулон опубликовал свои первые три доклада об электричестве и магнетизме, в которых сформулировал свой закон. Эта публикация имела важное значение для развития теории электромагнетизма. Придуманные учёным крутильные весы помогли изучить силы отталкивания заряженных объектов и определить, что величина электрической силы между двумя точечными частицами (сферами в его случае) прямо пропорциональна произведению их зарядов и обратно пропорциональна квадрату расстояния между ними. Закон Кулона является первым открытым количественным и сформулированным на математическом языке фундаментальным законом для электромагнитных явлений. С открытия закона Кулона началась современная наука об электромагнетизме. Закон гласит, что величина или абсолютное значение электростатической силы притяжения или отталкивания между двумя точечными зарядами прямо пропорциональна произведению их зарядов и обратно пропорциональна квадрату расстояния между ними.
В опыте Кулона крутильные весы представляли собой изолирующий стержень с прикреплённым к одному концу шариком с металлическим покрытием, подвешенным на серебряной нити. Шар заряжали известным зарядом статического электричества и подносили к нему второй заряженный шар с той же полярностью. Два заряженных шарика отталкивались друг от друга, закручивая нить на определённый угол, который можно было определить по шкале на приборе. Зная силу, требующуюся для закручивания нити на заданный угол, Ш. Кулон смог рассчитать силу между шариками. Он обнаружил, что тела с одинаковыми электрическими зарядами отталкиваются:

Значит, из этих трёх опытов вытекает, что отталкивательное действие, которое два шарика, наэлектризованных электричеством одного рода, оказывают друг на друга, обратно пропорционально квадратам расстояний.
В том, что доказательство закона обратных квадратов для взаимодействия электрических зарядов Кулоном было принято научным сообществом, сыграли роль два факта: быстрая публикация (по сравнению с Г. Кавендишем и Д. Робисоном) и проверка закона как для притяжения разнополярных зарядов, так и для отталкивания зарядов одной полярности. Опыт Кулона критиковали за трудности с воспроизведением его результатов. В экспериментах, ставивших целью максимально точно воспроизвести установку Кулона, заряд самого экспериментатора не позволял повторить оригинальные результаты (необходимо было наличие клетки Фарадея). Это поставило вопрос о точности описания опыта, проведённого Кулоном. Последующие попытки (в XXI веке) воспроизведения его эксперимента увенчались бо́льшим успехом.

## Скалярная форма

### Вид
| Символ                            | Величина                  | Единица         |
| --------------------------------- | ------------------------- | --------------- |
| {\displaystyle {\textbf {F}}\,,F} | сила                      | ньютон          |
| {\displaystyle q}                 | заряд                     | кулон           |
| {\displaystyle {\textbf {r}}\,,r} | расстояние                | метр (м)        |
| {\displaystyle \rho }             | объёмная плотность заряда | кулон/м3        |
| {\displaystyle k_{e}}             | кулоновская постоянная    | вольт ⋅ м/кулон |
| {\displaystyle \phi }             | потенциал                 | вольт           |
| {\displaystyle {\textbf {E}}}     | электрическое поле        | вольт/м         |

Закон Кулона можно сформулировать как простое математическое выражение. Скалярная форма даёт величину (модуль, F = |F|) вектора электростатической силы F, действующей между двумя точечными зарядами (также можно считать их точечными для протяжённых тел при условии, что их размер пренебрежимо мал по сравнению с расстоянием между телами) q1 и q2, но не его направление. Если r12 — расстояние между зарядами, величина силы равна
{\displaystyle F=k_{e}{\frac {|q_{1}q_{2}|}{r_{12}^{2}}}\,,}
где {\displaystyle k_{e}} — константа, определяемая выбором системы единиц. Если произведение q1q2 положительно, то сила взаимодействия между зарядами отталкивающая, а если произведение отрицательное, то сила взаимодействия между ними притягивающая. Закон Кулона позволяет определять заряды, принимая какой-нибудь за эталон.
Скалярная запись закона Кулона является исторически первой, а в настоящее время начальной при изучении электростатики в школе. На её основе уже можно понять основные особенности поведения кулоновской силы, очертить сферу применимости закона, обсудить вопрос о величине константы {\displaystyle k_{e}}, которая зависит от системы единиц.

### Кулоновская постоянная
Постоянная Кулона — это коэффициент пропорциональности, который встречается в законе Кулона и родственных формулах. Обозначаемая {\displaystyle k_{\text{e}}}, она также называется постоянной электрической силы или электростатической постоянной, отсюда индекс {\displaystyle e}. Когда формулы электромагнитной теории выражаются в Международной системе единиц, сила измеряется в ньютонах, заряд — в кулонах, а расстояние — в метрах. Постоянная Кулона определяется выражением {\textstyle k_{\text{e}}={\frac {1}{4\pi \varepsilon _{0}}}}. Постоянная {\displaystyle \varepsilon _{0}} — электрическая проницаемость вакуума (также известная как электрическая постоянная).
После переопределения основных единиц СИ в 2019 году постоянная Кулона, рассчитанная на основе рекомендуемых значений CODATA 2018, составляет
{\displaystyle k_{\text{e}}=8{,}987\,551\,792\,3\,(14)\times 10^{9}\,{\text{Н}}\cdot {\text{м}}^{2}\cdot {\text{Кл}}^{-2}\,.}
В СГСЭ единица измерения заряда выбрана таким образом, что коэффициент {\displaystyle k_{e}} равен единице.
В случае среды, заполненной бесконечным однородным изотропным диэлектрическим веществом, в знаменатель формулы закона Кулона добавляется диэлектрическая проницаемость среды ε. Тогда
{\displaystyle k_{e}={\frac {1}{\varepsilon }}\,\,} (в СГСЭ), {\displaystyle \quad k_{e}={\frac {1}{4\pi \varepsilon _{0}\varepsilon }}\,\,} (в СИ).
Иногда вводятся немного иные обозначения: {\displaystyle \varepsilon _{r}} — относительная диэлектрическая проницаемость материала и произведение {\displaystyle \varepsilon _{a}=\varepsilon _{0}\varepsilon _{r}} — абсолютная диэлектрическая проницаемость.

## Векторная форма и обобщения

### Вид

На изображении вектор F1 представляет собой силу, которая действует на q1, а вектор F2 — силу, которая действует на q2. При q1q2 > 0 силы отталкивающие (как на изображении), а при q1q2 < 0 возникают силы притяжения (противоположно изображению). Величины сил всегда будут равны.

Закон Кулона в векторной форме утверждает, что электростатическая сила {\textstyle \mathbf {F} _{1},} испытываемая зарядом {\displaystyle q_{1}} в точке с радиус-вектором {\displaystyle \mathbf {r} _{1}}, вблизи другого заряда {\displaystyle q_{2}} в точке {\displaystyle \mathbf {r} _{2}}, в вакууме равна
{\displaystyle \mathbf {F} _{1}={\frac {q_{1}q_{2}}{4\pi \varepsilon _{0}}}{\frac {\mathbf {r} _{1}-\mathbf {r} _{2}}{|\mathbf {r} _{1}-\mathbf {r} _{2}|^{3}}}={\frac {q_{1}q_{2}}{4\pi \varepsilon _{0}}}{\frac {\mathbf {\hat {r}} _{12}}{|\mathbf {r} _{12}|^{2}}}\,,}
где {\textstyle {\boldsymbol {r}}_{12}={\boldsymbol {r}}_{1}-{\boldsymbol {r}}_{2}} — расстояние между зарядами, {\textstyle {\widehat {\mathbf {r} }}_{12}={\frac {\mathbf {r} _{12}}{|\mathbf {r} _{12}|}}} — единичный вектор, направленный вдоль прямой, соединяющей заряды {\textstyle q_{2}} и {\textstyle q_{1}}, а {\displaystyle \varepsilon _{0}} — электрическая постоянная. Кулоновская сила является консервативной.
Векторная форма закона Кулона дополняет скалярную запись закона учётом направления, задаваемого единичным вектором {\textstyle {\widehat {\mathbf {r} }}_{12}}, параллельным линии, соединяющей заряды {\displaystyle q_{2}} и {\displaystyle q_{1}}. Если заряды имеют одинаковые знаки, то произведение {\displaystyle q_{1}q_{2}} положительно, а направление силы, приложенной к заряду {\displaystyle q_{1}}, совпадает с направлением {\textstyle {\widehat {\mathbf {r} }}_{12}}; заряды отталкиваются друг от друга. Если заряды имеют противоположные знаки, то произведение {\displaystyle q_{1}q_{2}} отрицательно, а направление силы, действующей на {\displaystyle q_{1}}, противоположно направлению {\textstyle {\widehat {\mathbf {r} }}_{12}}, то есть заряды притягиваются друг к другу.
Электростатическая сила {\textstyle \mathbf {F} _{2},} действующая на {\displaystyle q_{2}}, согласно третьему закону Ньютона, равна {\textstyle \mathbf {F} _{2}=-\mathbf {F} _{1}}.
Векторная форма закона Кулона допускает обобщение на более сложные, нежели пара зарядов, случаи, такие как взаимодействие в системе точечных или распределённых зарядов.

### Система точечных зарядов
Принцип суперпозиции, которому подчиняются кулоновские силы и электрическое поле, позволяет распространить закон Кулона на любое количество точечных зарядов. Сила, действующая на точечный заряд от системы других точечных зарядов, представляет собой векторную сумму сил, действующих по отдельности на этот точечный заряд от каждого из остальных зарядов. Вектор результирующей силы, действующей на точечный заряд в данной точке, параллелен вектору электрического поля, создаваемого в этой точке всеми остальными зарядами и представляющего собой векторную сумму электрических полей, создаваемых в этой точке каждым зарядом в отдельности. Сила, действующая на положительный заряд, сонаправлена с вектором электрического поля, на отрицательный — противоположно направлена. При этом сила взаимодействия между двумя зарядами не зависит от наличия третьих зарядов поблизости. Принцип суперпозиции не является чем-то очевидным и представляет собой экспериментальный факт. Если бы поле в точке зависело не линейно, а квадратично от полного заряда, то нужно было бы учитывать смешанные произведения зарядов поскольку {\displaystyle (q_{1}+q_{2})^{2}\neq q_{1}^{2}+q_{2}^{2}}. Принцип суперпозиции нарушается в сверхсильных полях, то есть на достаточно малых расстояниях.
Сила {\textstyle \mathbf {F} _{q}}, действующая на рассматриваемый заряд {\displaystyle q} в точке {\textstyle \mathbf {r} }, благодаря системе {\textstyle N} точечных зарядов в вакууме, может быть представлена следующим образом:
{\displaystyle \mathbf {F} _{q}={q \over 4\pi \varepsilon _{0}}\sum _{i=1}^{N}q_{i}{\frac {\mathbf {r} -\mathbf {r} _{i}}{|\mathbf {r} -\mathbf {r} _{i}|^{3}}}={q \over 4\pi \varepsilon _{0}}\sum _{i=1}^{N}q_{i}{{\hat {\mathbf {R} }}_{i} \over |\mathbf {R} _{i}|^{2}}\,,}
где {\displaystyle q_{i}} и {\textstyle \mathbf {r} _{i}} — величина и радиус-вектор i-го заряда, а {\textstyle {\hat {\mathbf {R} }}_{i}} — единичные векторы в направлении {\textstyle \mathbf {R} _{i}=\mathbf {r} -\mathbf {r} _{i}} от зарядов {\displaystyle q_{i}} к {\displaystyle q}.

### Непрерывное распределение заряда
Для зарядов, имеющих непрерывное распределение в пространстве, также используется принцип суперпозиции. В этом случае взятие интеграла по области, содержащей заряд, эквивалентно бесконечному суммированию, при котором каждый бесконечно малый элемент пространства рассматривается как точечный заряд {\displaystyle dq} или {\displaystyle dq'}. Обозначения со штрихом относятся к создающим поле зарядам, а без штриха — к пробному заряду, воспринимающему это поле. Распределение заряда обычно линейное, поверхностное или объёмное.
Для линейного распределения заряда (хорошее приближение для заряда в проводе на расстояниях много больших чем диаметр провода), где линейная плотность заряда {\displaystyle \lambda (\mathbf {r} ')} (размерность [{\displaystyle \lambda }] = Кл/м) даёт заряд на единицу длины в точке {\displaystyle \mathbf {r} '}, а {\displaystyle d\ell '} — бесконечно малый элемент длины,
{\displaystyle dq'=\lambda (\mathbf {r'} )\,d\ell '\,.}
Для поверхностного распределения заряда (хорошее приближение для заряда на пластине в конденсаторе), где поверхностная плотность заряда {\displaystyle \sigma (\mathbf {r} ')} (размерность [{\displaystyle \sigma }] = Кл/м2) даёт заряд на единицу площади в точке {\displaystyle \mathbf {r} '}, а {\displaystyle dS'} — бесконечно малый элемент площади,
{\displaystyle dq'=\sigma (\mathbf {r'} )\,dS'\,.}
Для объёмного распределения заряда, где объёмная плотность заряда {\displaystyle \rho (\mathbf {r} ')} (размерность [{\displaystyle \rho }] = Кл/м3) даёт заряд на единицу объёма в точке {\displaystyle \mathbf {r} '}, а {\displaystyle dV'} — бесконечно малый элемент объёма,
{\displaystyle dq'=\rho ({\boldsymbol {r'}})\,dV'\,.}
Сила, действующая на небольшой заряд {\displaystyle q} в точке {\displaystyle {\boldsymbol {r}}} в вакууме, определяется интегралом
{\displaystyle \mathbf {F} _{q}={\frac {q}{4\pi \varepsilon _{0}}}\int dq'{\frac {\mathbf {r} -\mathbf {r'} }{|\mathbf {r} -\mathbf {r'} |^{3}}}={\frac {q}{4\pi \varepsilon _{0}}}\int _{V'}{\frac {(\mathbf {r} -\mathbf {r} ')\,\rho (\mathbf {r} ')dV'}{|\mathbf {r} -\mathbf {r} '|^{3}}}\,.}
Последнее равенство записано конкретно для объёмно-распределённого заряда. Радиус-вектором {\displaystyle \mathbf {r} } задаётся положение заряда {\displaystyle q}, а радиус-вектором {\displaystyle \mathbf {r} '} — положение элемента {\displaystyle \rho dV'}. В ходе интегрирования пробегаются все положения таких элементов.

### Расчёт электрического поля

Если два заряда имеют одинаковый знак, то они отталкиваются; в противном случае — притягиваются.

Взаимодействие двух зарядов может быть истолковано как взаимодействие одного из зарядов с электрическим полем, создаваемым другим зарядом. Это становится виднее, если соответствующим образом перегруппировать сомножители в выражении для силы:
{\displaystyle {\textbf {F}}_{1}={\frac {1}{4\pi \varepsilon _{0}}}\cdot {\frac {q_{1}q_{2}({\textbf {r}}_{1}-{\textbf {r}}_{2})}{|{\textbf {r}}_{1}-{\textbf {r}}_{2}|^{3}}}=q_{1}\cdot \left[{\frac {1}{4\pi \varepsilon _{0}}}\cdot {\frac {q_{2}({\textbf {r}}_{1}-{\textbf {r}}_{2})}{|{\textbf {r}}_{1}-{\textbf {r}}_{2}|^{3}}}\right]=q_{1}\cdot {\textbf {E}}_{2}({\textbf {r}}_{1})\,.}
({\displaystyle {\textbf {E}}_{2}({\textbf {r}}_{1})} — поле, создаваемое зарядом {\displaystyle q_{2}} в точке {\displaystyle {\textbf {r}}_{1}}.) Тем самым закон Кулона фактически становится основой для вычисления поля. Так же, как и при рассмотрении силы, возможно обобщение последнего равенства на случай распределения зарядов.
Для нахождения поля {\displaystyle {\textbf {E}}} ({\displaystyle =-{\rm {{grad}\,\varphi }}}) и электрического потенциала {\displaystyle \varphi } в точке {\displaystyle {\textbf {r}}_{0}}, создаваемых распределённым зарядом, производится интегрирование:
{\displaystyle {\textbf {E}}({\textbf {r}}_{0})={\frac {1}{4\pi \varepsilon _{0}}}\int {\frac {({\textbf {r}}_{0}-{\textbf {r}})\,dq({\textbf {r}})}{|{\textbf {r}}_{0}-{\textbf {r}}|^{3}}},\qquad \varphi ({\textbf {r}}_{0})={\frac {1}{4\pi \varepsilon _{0}}}\int {\frac {dq({\textbf {r}})}{|{\textbf {r}}_{0}-{\textbf {r}}|}}\,,}
где заряд {\displaystyle dq} обычно записывается как {\displaystyle \rho ({\textbf {r}})dV} (и интегрирование тогда выполняется по объёму), но в ряде задач может задаваться как {\displaystyle \sigma ({\textbf {r}})dS} или как {\displaystyle \lambda ({\textbf {r}})d\ell }.
Если всё пространство заполнено однородным диэлектриком с проницаемостью {\displaystyle \varepsilon }, то формулы сохраняют свою актуальность, если в них {\displaystyle \varepsilon _{0}} заменить на {\displaystyle \varepsilon _{0}\varepsilon }. В других случаях они, вообще говоря, неприменимы, так как необходимо учитывать вклад в том числе связанных зарядов ({\displaystyle \rho =\rho _{f}+\rho _{b}}, где {\displaystyle \rho _{f}} — плотность стороннего, а {\displaystyle \rho _{b}} — связанного заряда), возникающих при поляризации диэлектрика, — а эти заряды заранее неизвестны.
Иногда вышеприведённые формулы для напряжённости электрического поля также называют «законом Кулона», поскольку она не сильно отличается от выражения для кулоновской силы.

## Условия применимости
Для того, чтобы закон был верен, необходимы:
1. точечность зарядов, то есть расстояние между заряженными телами должно быть много больше их размеров. Также можно рассмотреть распределённую плотность зарядов, которую в итоге нужно разбить на набор дискретных статичных зарядов. Требование точечности определяется только необходимой точностью измерений, но закон распространяется на произвольное распределение зарядов из-за принципа суперпозиции;
2. расположение зарядов в вакууме. Это необходимое условие, ибо в общем случае при наличии неоднородных диэлектриков применимость закона нарушается, поскольку помимо заряда {\displaystyle q_{1}} на заряд {\displaystyle q_{2}} действуют связанные заряды, возникшие при поляризации. Тем не менее, если знать точное распределение поляризационных зарядов, то векторную форму закона можно применять и для произвольной среды;
3. неподвижность зарядов. В противном случае вступают в силу эффекты специальной теории относительности, и сила, действующая между зарядами, будет зависеть от их относительных скоростей, что ограничивает применимость закона[70].

Закон Кулона применим для достаточно малых расстояний ({\displaystyle 10^{-12}\,{\text{м}}}), хотя классическое описание теряет применимость из-за квантовых эффектов. Электрон описывается не только скалярным параметром — зарядом, но и обладает спином. Возникающая магнитная сила (спадает как 1/r4) из-за взаимодействия спинов электронов, оказывается только в 104 раз слабее кулоновской на расстояниях порядка 0,1 нм. В общем случае такие понятия как сила и положение неприменимы на таких малых расстояниях.
В отдельных ситуациях, с корректировками, закон может быть применён также для взаимодействий зарядов в среде и для движущихся зарядов.
Размерность пространства также важна для получения правильной зависимости от расстояния для закона Кулона. Например, для двумерного пространства, кулоновская сила, действующая между двумя точечными зарядами, обратно пропорциональна расстоянию между ними 1/r). Наличие плоского трёхмерного пространства определяет применимость принципа суперпозиции. Например, если не учитывать эффекты общей теории относительности, то каких-либо ограничений на величину взаимодействующих зарядов нет. Вопрос о поправках к кулоновскому потенциалу в искривлённом пространстве-времени (метрике Шварцшильда) решили Э. Уиттекер и Э. Копсон.

## Уравнения Максвелла
Закон Кулона и принцип суперпозиции для электрических полей в вакууме полностью равносильны уравнениям Максвелла для электростатики {\displaystyle \operatorname {div} {\textbf {D}}=\rho } ({\displaystyle \rho } — плотность заряда, {\displaystyle {\textbf {D}}} — вектор электрического смещения) и {\displaystyle \operatorname {rot} {\textbf {E}}=0} ({\displaystyle {\textbf {E}}} — напряжённость электрического поля); обозначения {\displaystyle \operatorname {div} } и {\displaystyle \operatorname {rot} } соответствуют дифференциальным операторам дивергенции и ротора соответственно. То есть, закон Кулона и принцип суперпозиции для электрических полей выполняются тогда и только тогда, когда выполняются уравнения Максвелла для электростатики, и наоборот, уравнения Максвелла для электростатики выполняются, когда выполняются закон Кулона и принцип суперпозиции для электрических полей.
Исторически закон Кулона был одним из эмпирических законов, служивших предпосылками для формулирования уравнений Максвелла. Однако при современном изложении учения об электромагнетизме этот закон (равно как и, например, закон Ампера) нередко позиционируется как следствие уравнений Максвелла, которым придаётся статус фундаментальных аксиом.
Вывод закона Кулона из уравнений Максвелла осуществляется следующим образом. Уравнение Максвелла {\displaystyle \operatorname {div} {\textbf {D}}=\rho } с помощью теоремы Гаусса может быть приведено к интегральной форме
{\displaystyle \oint \limits _{\mathbf {S} }{\textbf {D}}\cdot d{\textbf {S}}=Q\,,}
где {\displaystyle Q} — суммарный заряд внутри замкнутой поверхности {\displaystyle S}, по которой проводится интегрирование. Если «суммарный» заряд состоит из одного точечного заряда {\displaystyle q_{1}}, причём пространство заполнено однородным диэлектриком, то есть {\displaystyle {\textbf {D}}=\varepsilon _{0}\varepsilon {\textbf {E}}}, а поверхность представляет собой сферу с центром в месте нахождения заряда, то из-за симметрии поле заряда {\displaystyle q_{1}} в любой точке на поверхности сферы будет одним и тем же по величине и направленным от центра или к центру. Тогда интеграл по сфере оказывается равным {\displaystyle D\cdot A=\varepsilon _{0}\varepsilon E\cdot 4\pi r^{2}}, где через r обозначен радиус сферы, A — площадь поверхности, отсюда {\displaystyle E=q_{1}/(4\pi \varepsilon _{0}\varepsilon r^{2})}. Если на поверхность сферы поместить другой точечный заряд {\displaystyle q_{2}}, на него будет действовать сила. Поскольку поле есть отношение действующей на произвольный заряд силы к величине данного заряда ({\displaystyle E=F/q_{2}}), приходим к выражению закона Кулона {\displaystyle F=q_{1}q_{2}/(4\pi \varepsilon _{0}\varepsilon r^{2})}.

## Аналогии
Закон Кулона совершенно аналогичен по форме закону всемирного тяготения. При этом функцию гравитационных масс выполняют электрические заряды разных знаков. Как и гравитационные силы, силы Кулона имеют дальнодействующий характер. Кулоновское взаимодействие на много порядков сильнее ядерных сил на расстояниях более 10−10 м.
Магнитостатическими аналогами закона Кулона являются закон Ампера (в части нахождения сил взаимодействия) и закон Био — Савара — Лапласа для медленно движущегося заряда (в части расчёта по́ля).
Сила взаимодействия полюсов магнита, условно считаемых местами сосредоточения (не обнаруженных в природе) магнитных зарядов, описывается формулами, аналогичными закону Кулона.

## За пределами классической физики

### Атомные силы в квантовой механике
Закон Кулона действует даже внутри атомов, правильно описывая силу между положительно заряженным атомным ядром и каждым из отрицательно заряженных электронов. Этот простой закон ставит вопрос о стабильности материи, а также правильно объясняет силы, которые связывают атомы вместе, образуя молекулы, и силы, которые связывают атомы и молекулы вместе, образуя твёрдые тела и жидкости.
В квантовой механике закон Кулона формулируется не при помощи понятия силы, как в классической механике, а при помощи понятия потенциальной энергии кулоновского взаимодействия. В случае, когда рассматриваемая в квантовой механике система содержит электрически заряженные частицы, к оператору Гамильтона системы добавляются слагаемые, выражающие потенциальную энергию кулоновского взаимодействия, в том же виде как в классической механике.
Так, оператор Гамильтона атома с зарядом ядра Z имеет вид (СГСЭ):
{\displaystyle H=-{\frac {\hbar ^{2}}{2m}}\sum _{j}\nabla _{j}^{2}-Ze^{2}\sum _{j}{\frac {1}{r_{j}}}+\sum _{i>j}{\frac {e^{2}}{r_{ij}}}\,.}
Здесь m — масса электрона, е — его заряд, {\displaystyle r_{j}} — абсолютная величина радиус-вектора j-го электрона {\displaystyle {\textbf {r}}_{j}}, {\displaystyle r_{ij}=|{\textbf {r}}_{i}-{\textbf {r}}_{j}|}, а {\displaystyle \nabla _{j}} — компоненты векторного дифференциального оператора набла. Первое слагаемое выражает кинетическую энергию электронов, второе слагаемое — потенциальную энергию кулоновского взаимодействия электронов с ядром и третье слагаемое — потенциальную кулоновскую энергию взаимного отталкивания электронов. Суммирование в первом и втором слагаемом ведётся по всем Z электронам. В третьем слагаемом суммирование идёт по всем парам электронов, причём каждая пара встречается однократно. Кулоновское взаимодействие в такой форме также присутствует в полностью релятивистском гамильтониане для атома.

### В специальной теории относительности
Закон Кулона можно использовать для понимания формы магнитного поля, создаваемого движущимися зарядами, поскольку с помощью специальной теории относительности в некоторых случаях можно показать, что магнитное поле представляет собой преобразование электрического поля. Когда в истории частицы не участвует ускорение, закон Кулона можно принять для любой пробной частицы в её собственной инерциальной системе отсчёта, что подтверждается аргументами симметрии при решении уравнения Максвелла. Закон Кулона можно распространить на движущиеся пробные частицы, имеющие одинаковую форму. Это предположение можно обосновать, получив правильную форму уравнений поля, то есть относительно согласия с уравнениями Максвелла. Считая заряд инвариантным относительно наблюдателя, электрические и магнитные поля равномерно движущегося точечного заряда, следовательно, могут быть получены путём преобразования Лоренца четырёхсилы, действующих на пробный заряд в системе отсчёта заряда, заданной законом Кулона, и приписывая магнитные и электрические поля из определения, данным в форме силы Лоренца. Таким образом, поля, найденные для равномерно движущихся точечных зарядов, определяются выражением
{\displaystyle \mathbf {E} ={\frac {q}{4\pi \epsilon _{0}r^{3}}}{\frac {1-\beta ^{2}}{(1-\beta ^{2}\sin ^{2}\theta )^{3/2}}}\mathbf {r} \,,}
{\displaystyle \mathbf {B} ={\frac {q}{4\pi \epsilon _{0}r^{3}}}{\frac {1-\beta ^{2}}{(1-\beta ^{2}\sin ^{2}\theta )^{3/2}}}{\frac {\mathbf {v} \times \mathbf {r} }{c^{2}}}={\frac {\mathbf {v} \times \mathbf {E} }{c^{2}}}\,,}
где {\displaystyle q} — заряд точечного источника, {\displaystyle \mathbf {r} } — радиус-вектор, направленный от точечного источника до точки в пространстве, {\displaystyle \mathbf {v} } — вектор скорости заряженной частицы, {\displaystyle \beta } — отношение скорости заряженной частицы к скорости света, а {\displaystyle \theta } — угол между векторами {\displaystyle \mathbf {r} } и {\displaystyle \mathbf {v} }.
Эта форма решений не обязана подчиняться третьему закону Ньютона, как это имеет место в рамках специальной теории относительности (но без нарушения закона сохранения импульса релятивистской энергии). Выражение для электрического поля сводится к закону Кулона для нерелятивистских скоростей точечного заряда, и магнитное поле в нерелятивистском пределе ({\displaystyle \beta \ll 1}) можно применить к электрическим токам, чтобы получить закон Био — Савара. Эти решения, выраженные в запаздывающем времени, также соответствуют общему решению уравнений Максвелла, заданному решениями для потенциалов Лиенара — Вихерта, благодаря справедливости закона Кулона в его конкретном диапазоне применения. Сферическая симметрия для закона Гаусса для неподвижных зарядов недействительна для движущихся зарядов из-за нарушения симметрии заданием направления скорости в задаче. Согласие с уравнениями Максвелла также можно проверить вручную для двух приведённых выше уравнений.
Используя запаздывающие потенциалы, закон Кулона можно обобщить на нестационарный случай. В этом случае электрическое и магнитное поля представляются уравнениями Ефименко.

### Кулоновский потенциал в КТП

Самая простая диаграмма Фейнмана для КЭД-взаимодействия между двумя фермионами.

В квантовой теории поля (КТП) кулоновский потенциал допускает континуальные состояния (с энергией E > 0), описывающие электрон-протонное рассеяние, а также дискретные связанные состояния, представляющие собой атом водорода. Так как в КТП не говорят о силах, а концентрируют внимание на взаимодействиях для описания квантовых процессов, возникает вопрос, как появляется кулоновская сила из процесса взаимодействия, которое представляется в виде обмена калибровочных бозонов (фотонов), составляющих электромагнитное поле. Ответ можно вывести в нерелятивистском пределе взаимодействия между двумя заряженными частицами (например, электронами) следующим образом.
В борновском приближении в нерелятивистской квантовой механике амплитуда рассеяния {\textstyle {\mathcal {A}}(|\mathbf {p} \rangle \to |\mathbf {p} '\rangle )} выражается в виде
{\displaystyle {\mathcal {A}}(|\mathbf {p} \rangle \to |\mathbf {p} '\rangle )-1=2\pi \delta (E_{p}-E_{p'})(-i)\int d^{3}\mathbf {r} \,V(\mathbf {r} )e^{-i(\mathbf {p} -\mathbf {p} ')\mathbf {r} }\,,}
где импульсы падающего и рассеянного электрона обозначены как {\displaystyle \mathbf {p} } и {\displaystyle \mathbf {p} '}, а их энергии {\displaystyle E} имеют соответствующие индексы. Это выражение нужно сравнить с
{\displaystyle \int {\frac {d^{3}k}{(2\pi )^{3}}}e^{i\mathbf {k} \mathbf {r} _{0}}\langle p',k'|S|p,k\rangle |_{conn}\,,}
где следует обратить внимание на связанную часть S-матрицы для двух электронов (которая соответствует связанным диаграммам Фейнмана), рассеивающихся друг на друге, рассматривая один с «фиксированным» импульсом как источник потенциала в точке {\displaystyle \mathbf {r} _{0}}, а другой — как рассеивающийся на этом потенциале.
Используя правила Фейнмана для вычисления элемента S-матрицы, в нерелятивистском пределе с {\displaystyle m_{0}\gg |\mathbf {p} |} получаем
{\displaystyle \langle p',k'|S|p,k\rangle |_{conn}\approx -i{\frac {e^{2}}{|\mathbf {p} -\mathbf {p} '|^{2}-i\epsilon }}(2m)^{2}\delta (E_{p,k}-E_{p',k'})(2\pi )^{4}\delta (\mathbf {p} -\mathbf {p} ')\,.}
По сравнению с рассеянием в квантовой механике нужно отбросить множитель {\displaystyle (2m)^{2}}, поскольку он возникает из-за разных нормировок собственных состояний импульса в КТП. Получается
{\displaystyle \int V(\mathbf {r} )e^{-i(\mathbf {p} -\mathbf {p} ')\mathbf {r} }d^{3}\mathbf {r} ={\frac {e^{2}}{|\mathbf {p} -\mathbf {p} '|^{2}-i\epsilon }}\,.}
Выполнив преобразование Фурье обеих частей, взяв интеграл и приняв инфинитезимальную часть {\displaystyle \epsilon \to 0}, можно получить выражение
{\displaystyle V(r)={\frac {e^{2}}{4\pi r}}\,,}
представляющее собой кулоновский потенциал.
Кулоновский потенциал и его вывод в КТП можно рассматривать как частный (предельный) случай потенциала Юкавы {\textstyle V_{\text{Yukawa}}(r)={\frac {1}{4\pi r}}e^{-\mu r}}, когда обмениваемый бозон (фотон) является безмассовым; видно, что при μ = 0 радиус взаимодействия становится бесконечно большим (потенциал уменьшается с расстоянием как r −1, а не экспоненциально быстро, как в случае потенциала Юкавы с массивным обмениваемым бозоном). Используя метод континуального интеграла, в КТП также доказывается, что между одноимённо заряженными элементарными частицами возникает отталкивающая сила кулоновского вида.

## Степень точности
Закон Кулона — экспериментально установленный факт. Его справедливость неоднократно подтверждалась всё более точными экспериментами. Одним из направлений таких экспериментов является проверка того, отличается ли показатель степени r в законе от 2. Для равномерно заряженной проводящей сферы поле внутри неё отсутствует из-за закона обратных квадратов. Поэтому можно проверить закон Кулона путём измерения отклонения стрелки электрометра, помещённого в большую сферу под высоким напряжением. Высокая точность достигается также за счёт того, что в идеальной сфере нет необходимости, поскольку электрическое поле отсутствует в пустой полости при произвольной форме проводника.
Такие опыты впервые провёл Кавендиш и повторил сотрудник Максвелла Дональд Макалистер в 1878 году (усовершенствовав аналогичную установку), получив для максимального отличия показателя в степени от двух величину менее 1/21600. Это сделало проверку закона Кулона рекордсменом по точности проверки. Используя современные средства измерений, этот опыт с некоторыми модификациями повторили С. Плимптон (англ. S. J. Plimpton) и У. Лоутон (англ. W. E. Lawton) в 1936 году и установили ограничение на отклонение показателя степени от двойки в {\displaystyle 2\cdot 10^{-9}}.
Эксперименты, проведённые в 1971 году в США Э. Р. Уильямсом, Д. Е. Фаллером и Г. А. Хиллом, использовали вложенные икосаэдры, а не сферические оболочки, и показали, что показатель степени в законе Кулона равен 2 с точностью до {\displaystyle (2{,}7\pm 3{,}1)\times 10^{-16}}. Так как в квантовой электродинамике считается, что масса покоя фотона равна нулю, гипотетическое отличие её от нуля также должно привести к наблюдаемым эффектам (в частности, в законе Кулона). Поэтому американский эксперимент также показал ограничение на массу фотона {\displaystyle 1{,}6\cdot 10^{-50}{\text{кг}}}, что остаётся непревзойдённым для такого типа экспериментов.
Для проверки точности закона Кулона на внутриатомных расстояниях У. Ю. Лэмбом и Р. Ризерфордом в 1947 году были использованы измерения относительного расположения уровней энергии атома водорода. Было установлено, что и на расстояниях порядка атомных 10−8 см показатель степени в законе Кулона отличается от 2 не более чем на 10−9.
Коэффициент {\displaystyle k} в законе Кулона остаётся постоянным с точностью до 15⋅10−6.

### Поправки в квантовой электродинамике
Согласно квантовой электродинамике, электромагнитное взаимодействие заряженных частиц осуществляется путём обмена виртуальными фотонами между частицами. Принцип неопределённости для времени и энергии допускает существование виртуальных фотонов на время между моментами их испускания и поглощения. Чем меньше расстояние между заряженными частицами, тем меньшее время нужно виртуальным фотонам для преодоления этого расстояния и, следовательно, тем большая энергия виртуальных фотонов допускается принципом неопределённости. При малых расстояниях между зарядами принцип неопределённости допускает обмен как длинноволновыми, так и коротковолновыми фотонами, а при больших расстояниях в обмене участвуют только длинноволновые фотоны. Таким образом, с помощью квантовой электродинамики можно вывести закон Кулона.
Например, выражение для потенциала точечного заряда {\displaystyle Q} в системе СГС, с учётом радиационных поправок первого порядка, принимает вид:
{\displaystyle \Phi (r)={\frac {Q}{r}}\cdot \left(1+{\frac {\alpha }{4{\sqrt {\pi }}}}{\frac {e^{-2r/\lambda _{e}}}{(r/\lambda _{e})^{3/2}}}\right),}
где {\displaystyle \lambda _{e}} — комптоновская длина волны электрона,
{\displaystyle \alpha ={\frac {e^{2}}{\hbar c}}} — постоянная тонкой структуры и {\displaystyle r\gg \lambda _{e}}.
В сильных внешних электромагнитных полях, составляющих заметную долю от поля пробоя вакуума (порядка {\displaystyle {\frac {m_{e}c^{2}}{e\lambda _{e}}}\sim } 1018 В/м или {\displaystyle {\frac {m_{e}c}{e\lambda _{e}}}\sim } 109 Тл, такие поля наблюдаются, например, вблизи некоторых типов нейтронных звёзд, а именно магнитаров), закон Кулона также нарушается в силу дельбрюковского рассеяния обменных фотонов на фотонах внешнего поля и других, более сложных нелинейных эффектов. Это явление уменьшает кулоновскую силу не только в микро-, но и в макромасштабах, в частности, в сильном магнитном поле кулоновский потенциал падает не обратно пропорционально расстоянию, а экспоненциально.

### Поляризация вакуума
Явление поляризации вакуума в квантовой электродинамике заключается в образовании виртуальных электронно-позитронных пар. Облако электронно-позитронных пар экранирует электрический заряд электрона. Экранировка растет с ростом расстояния от электрона, в результате эффективный электрический заряд электрона {\displaystyle e_{e}} является убывающей функцией расстояния {\displaystyle e_{e}=e_{e}(r)}. Эффективный потенциал, создаваемый электроном с электрическим зарядом {\displaystyle e}, можно описать зависимостью вида {\displaystyle e_{e}(r)/r}. Эффективный заряд {\displaystyle e_{e}(r)} зависит от расстояния {\displaystyle r} по логарифмическому закону:
{\displaystyle {\frac {e_{e}(r)}{e}}=1+{\frac {2\alpha }{3\pi }}\ln {\frac {r_{e}}{r}}+\dots ,}
где
{\displaystyle \alpha ={\frac {e^{2}}{4\pi \varepsilon _{0}\hbar c}}\approx 7{,}3\cdot 10^{-3}} — постоянная тонкой структуры;
{\displaystyle r_{e}={\frac {e^{2}}{4\pi \varepsilon _{0}c^{2}m_{e}}}\approx 2{,}8\cdot 10^{-13}} см — классический радиус электрона.

#### Эффект Юлинга
Явление отклонения электростатического потенциала точечных зарядов в вакууме от значения закона Кулона известно как эффект Юлинга, который впервые вычислил отклонения от закона Кулона для атома водорода. Эффект Юлинга даёт поправку к лэмбовскому сдвигу 27 МГц.

#### Сверхтяжёлые ядра
В сильном электромагнитном поле вблизи сверхтяжёлых ядер с зарядом {\displaystyle Z>170}, которые можно создать посредством столкновений между ядрами урана, осуществляется перестройка вакуума, аналогичная обычному фазовому переходу. Это приводит к поправкам к закону Кулона.